# Aurélia Nguyen
Aurélia Nguyen hay Aurelia Nguyen (sinh 1977) là Giám đốc điều hành COVAX, cơ chế toàn cầu cho việc mua và phân phối công bằng vắc xin Covid-19. Bà là Bác sĩ Người Pháp gốc Việt làm việc tại Liên minh Toàn cầu về Vắc xin và Tiêm chủng (GAVI).

## Sự nghiệp
Aurélia Nguyen tốt nghiệp xuất sắc tại Trường Y học nhiệt đới và dịch tễ London. bà sau đó lấy bằng thạc sĩ về chính sách y tế, hoạch định tài chính cũng của của Trường Y học nhiệt đới và dịch tễ London và Trường Kinh tế London, Anh.
Sau khi tốt nghiệp, Aurélia Nguyen làm việc cho hãng dược hàng đầu của Anh là GlaxoSmithKline (GSK). Bà dã làm việc tại đó từ năm 1999 đến năm 2010. Bà bắt đầu với công việc của một chuyên viên rồi là người đứng đầu nhóm phát triển chính sách của GSK về tiếp cận thuốc và vaccine ở các nước đang phát triển. Aurélia Nguyen còn thực hiện nghiên cứu các chính sách về thuốc cho Tổ chức Y tế thế giới (WHO).
Năm 2010, Aurélia Nguyen chuyển sang làm việc tại GAVI, tại đây bà đảm nhận vai trò là giám đốc điều hành về vaccine và bền vững. Bà chịu trách nhiệm thiết kế các giải pháp hỗ trợ chương trình và thị trường vaccine bền vững về mặt tài chính nhằm mục đích tăng số lượng vaccine đến với nhiều người.
Cuối năm 2020, Aurélia Nguyen được bổ nhiệm làm Giám đốc của COVAX, một cơ chế được điều phối bởi 3 tổ chức, gồm: WHO, GAVI và Liên minh Đổi mới sáng tạo sẵn sàng ứng phó dịch bệnh (CEPI), với đối tác phân phối là Quỹ Nhi đồng Liên hợp quốc (UNICEF).

## Gia đình
Cha của Aurélia Nguyen là người Việt Nam.

## Đánh giá
"Sức khỏe của thế giới đang nằm trong tay bà Aurélia Nguyen — Tạp chí Time

## Câu nói
- | “ | Các Chính phủ trước tiên phải bảo vệ công dân của họ, đó là một phản ứng khá tự nhiên. Nhưng thế giới cũng đang thức tỉnh trước thực tế rằng với một căn bệnh truyền nhiễm, muốn bảo vệ người dân của bạn có nghĩa là bạn phải suy nghĩ cho toàn cầu.—Aurélia Nguyen. | ” |
- | “ | Cuộc khủng hoảng này sẽ giúp chúng ta nhận ra rằng chúng ta đang sống trong một thế giới rất liên kết với nhau. Điều quan trọng là mọi người phải được tiếp cận bình đẳng với các dịch vụ y tế. Vì vậy, hy vọng của tôi là điều này có thể dẫn đến sự hỗ trợ từ các chính phủ, khu vực tư nhân, công chúng, trong việc giải quyết các vấn đề sức khỏe toàn cầu. Và chúng ta phải tận dụng cơ hội tái thiết để cuối cùng chúng ta có hệ thống y tế mạnh mẽ hơn, có khả năng phục hồi tốt hơn.—Aurélia Nguyen. | ” |

## Vinh danh
Tạp chí Time số ra tháng 2 năm 2021 vinh danh bà là "100 cá nhân đang định hình tương lai trong lĩnh vực của mình và định rõ thế hệ lãnh đạo tiếp theo".